# Berkeley Open Infrastructure for Network Computing
A Berkeley Open Infrastructure for Network Computing (Berkeley nyílt hálózati számítási infrastruktúra) vagy röviden BOINC egy felhasználók által használható keretszoftverből, és több különböző szerveroldali alkalmazásból álló szoftver, amelyet elsősorban elosztott számításokat végző projektek használnak annak érdekében, hogy minél több erőforrást, minél egyszerűbben használatba vehessenek.
A BOINC keretrendszert több különböző független projekt használja, mindegyik a saját kiszolgálói, adatbázisai, és felhasználói segítségével. Az egyes felhasználók több projektben párhuzamosan vehetnek részt, és maguk ellenőrizhetik, hogy szabad erőforrásaikat milyen arányban osztják meg az egyes feladatok között. Így bárki csatlakozhat számítógépével különböző kutatásokhoz, ezzel segítve előre haladásukat. Ha egy projekt nem elérhető, vagy nincs már kiosztható feladata, akkor más projektek feladatait osztja ki feldolgozásra.
Jellemzők:
- Rugalmas keretrendszer a különböző alkalmazások számára
- Digitális aláírással és nyilvános kulcsú titkosítással akadályozza a vírusfertőzést.
- Többszerveres rendszereket nagy hibatűréssel kezel, aminek köszönhetően a program alternatív kiszolgáló keresésébe kezd, ha az eredeti elérhetetlen.
- A BOINC rendszer forráskódja hozzáférhető a GNU Lesser General Public License keretében.
- A rendszer biztosítja a nagyméretű adatok kezelését is.
- A kliensek több operációs rendszeren is elérhetők (macOS, Windows, Linux és egyéb Unix rendszerek)
- Webes felhasználói felület a projektben való részvétel beállításaihoz.

## Projektek

### Jelenleg futó projektek
- Cell Computing – orvosi kutatások. Website (Japán)
- Climateprediction.net – a jövő klímájának kutatása Website
- BBC Climate Change Experiment – Website (a Climateprediction.net része)
- Seasonal Attribution projekt – Website (a Climateprediction.net része)
- EDGeS@Home – Európai kutatási projektek (pl. ISDEP (Fúziós energia) - magyar projektkoordináció!) Website
- Einstein@Home – Pulzárok (forgó neutroncsillagok) keresése gravitációs hullámdetektorok adatainak feldolgozásával
- LHC@home – a CERN Large Hadron Collider részecskegyorsítójában utazó részecskék mozgásának szimulálása. Website
- Leiden Classical – Klasszikus dinamikai problémák megoldása. Website
- Predictor@home – egy fehérje szerkezetének meghatározása a szekvenciájából. Website
- Rosetta@home – fehérje szerkezetének vizsgálata és tervezése. Website
- SETI@home – Search for Extraterrestrial Intelligence (SETI) – Földön kívüli intelligens élet keresése . Website Magyar
- SIMAP – protein szekvenciák hasonlóságának vizsgálata. Website
- SZTAKI Desktop Grid – általánosított bináris számrendszerek kutatása. Website
- World Community Grid – betegségek kutatása. Website

## Csatlakozás
Hivatalos oldal

## Magyar, projektekkel foglalkozó oldalak
- hwsw.hu oldal SETI csapata